# Prohierodula picta
Prohierodula picta är en bönsyrseart som beskrevs av Gerstaecker 1883. Prohierodula picta ingår i släktet Prohierodula och familjen Mantidae. Inga underarter finns listade i Catalogue of Life.